# مايكل سافيج
مايكل سافيج (بالإنجليزية: Michael Savage)‏ وإسمه الكامل مايكل ألان فاينر (بالإنجليزية: Michael Alan Weiner)‏ هو مذيع ومؤلف وناشط ومعلق سياسي أمريكي ولد في يوم 31 مارس 1941 في برونكس، نيويورك سيتي، نيويورك في الولايات المتحدة، ويعتبر من المحافظين الجمهوريين وله انتقادات للإسلام ومنظمات حقوق المرأة، ومع ذلك فهو يعتبر من أكثر المذيعين شعبية في الولايات المتحدة حيث يتابعه ما بين 10 ملايين مستمع.

## روابط خارجية
- مايكل سافيج على موقع IMDb (الإنجليزية)
- مايكل سافيج على موقع إن إن دي بي (الإنجليزية)
- مايكل سافيج على موقع قاعدة بيانات الفيلم (الإنجليزية)